# Muzeum Antropologiczne Uniwersytetu Jagiellońskiego
Muzeum Antropologiczne Uniwersytetu Jagiellońskiego – muzeum mieszczące się w budynku Instytut Zoologii UJ przy ul. Ingardena 6 w Krakowie. Zbiory gromadzone są od drugiej połowy XIX wieku. Eksponowane są tutaj: 
- szkielety różnych przedstawicieli Naczelnych (m.in. Pongo pygmaeus, Pan troglodytes, Gorilla gorilla, Mandrillus sphinx, Cercopithecinae. Muzeum dysponuje ponadto czaszkami małp Maccaca mulatta, Cercopithecus sp., i Papio sp.)
- wypchane okazy małp
- zestaw materiału kraniologicznego i postkranialnego (od neolitu do XVIII wieku)
- seria azjatyckich czaszek Ainów i Mongołów
- naturalnie zmumifikowana czaszka siostry zakonnej ze zboru ewangelickiego na Litwie
- odlew czaszki Juliusza Słowackiego